# Otto racconti contro la paura
Otto racconti contro la paura (Alfred Hitchcock's Haunted Houseful) è un'antologia di racconti di genere thriller e giallo.
Come molti altri titoli di genere, il nome di Alfred Hitchcock viene usato esclusivamente per meri scopi promozionali: l'antologia, infatti, è curata da Robert Arthur Jr.
L'edizione italiana vede l'assenza di un racconto: The Treasure in the Cave di Mark Twain, che risulta del tutto inedito in Italia.